# 25. avgust
25. avgust je 237. dan leta (238. v prestopnih letih) v gregorijanskem koledarju. Ostaja še 128 dni.

## Dogodki
- 1830 – v Belgiji se začne revolucija, ki kasneje pripelje do odcepitve od Nizozemske
- 1914 – Avstro-Ogrska napove vojno Japonski
- 1921 – ZDA, Avstrija in Nemčija podpišejo mirovni sporazum o koncu prve svetovne vojne
- 1939 – Združeno kraljestvo in Poljska podpišeta sporazum o pomoči
- 1941 – Združeno kraljestvo in ZSSR napotita vojaške enote v Iran
- 1944:
  - kapitulacija nemške posadke v Parizu
  - Bolgarija zahteva umik nemške vojske iz svojega ozemlja in naprosi zaveznike za premirje
- 1950 – v japonskih kinematografih prvič predvajajo film Rašomon Akire Kurosawe
- 1975 – v Limi se prične 5. ministrska konferenca neuvrščenih držav
- 1981 – Voyager 2 preleti Saturn in pošlje posnetke tega planeta
- 1991:
  - Linus Benedict Torvalds v novičarski skupini comp.os.minix napove, da razvija nov operacijski sistem, ki kasneje dobi ime Linux
  - začne se srbsko obleganje Vukovarja

## Rojstva
- 1530 – Ivan IV. - Ivan Grozni, ruski car († 1584)
- 1561 – Philippe van Lansberge, nizozemski astronom, duhovnik († 1632)
- 1741 – Karl Friedrich Bahrdt, nemški teolog, pustolovec († 1792)
- 1744 – Johann Gottfried Herder, nemški pesnik, teolog, filozof († 1803)
- 1767 – Louis de Saint-Just, francoski revolucionar († 1794)
- 1786 – Ludvik I., bavarski kralj († 1868)
- 1819 – Allan Pinkerton, škotsko-ameriški detektiv († 1884)
- 1841 – Emil Theodor Kocher, švicarski kirurg, bilog, nobelovec 1909 († 1917)
- 1845 – Ludvik II., bavarski kralj († 1886)
- 1905 – Favstina Kowalska, poljska redovnica in svetnica († 1938)
- 1906 – Eugen Gerstenmaier, nemški evangličanski teolog in poslovnež († 1986)
- 1909 – Jože Zupan, slovenski gledališki, filmski igralec († 1980)
- 1912 – Erich Honecker, voditelj NDR († 1994)
- 1918 – Leonard Bernstein, ameriški skladatelj, dirigent judovskega rodu († 1990)
- 1935 – David Ruelle, belgijsko-francoski fizik
- 1970 – Claudia Schiffer, nemška manekenka
- 1982 – Primož Pikl, slovenski smučarski skakalec

## Smrti
- 1036 – Pilgrim, kölnski nadškof in nadkancler Italije (* ok. 985)
- 1192 – Hugo III., burgundski vojvoda (* 1142)
- 1258 – Jurij Muzalon, regent Nikejskega cesarstva (* 1220)
- 1270 – Ludvik IX., francoski kralj (* 1214)
- 1282 – Thomas de Cantilupe, angleški prelat, svetnik (* 1218)
- 1298 – Albert II., saški vojvoda (* 1250)
- 1322 – Beatrika Šlezijska, poljska princesa, bavarska vojvodinja, nemška kraljica (* 1290)
- 1330 – James Douglas, škotski vojskovodja (* 1286)
- 1333 – Muhamed IV., granadski emir (* 1315)
- 1368
  - Engelbert III. Marški, kölnski nadškof (* 1304)
  - Orcagna, florentinski slikar, kipar, arhitekt (* 1308)
- 1603 – Ahmed al-Mansur, maroški sultan in kalif  (* 1549)
- 1649 – Richard Crashaw, angleški pesnik (* 1613)
- 1776 – David Hume, škotski filozof, zgodovinar, ekonomist (* 1711)
- 1794 – grof Florimund Mercy d'Argentau, avstrijski diplomat (* 1727)
- 1819 – James Watt, škotski izumitelj, inženir in kemik * (1736)
- 1822 – William Herschel, nemško-angleški glasbenik, skladatelj, astronom (* 1738)
- 1860 – Christian Lobeck, nemški klasični humanist (* 1781)
- 1867
  - Michael Faraday, angleški fizik, kemik (* 1791)
  - Gustav Friedrich Klemm, nemški antropolog (* 1802)
- 1882 – Friedrich Reinhold Kreutzwald, estonski zdravnik, pesnik (* 1803)
- 1897 – Émile-Théodore-Léon Gautier, francoski književni zgodovinar (* 1832)
- 1900 – Friedrich Wilhelm Nietzsche, nemški filozof (* 1844)
- 1907 – Bogdan Petriceicu Hasdeu, romunski učenjak, arhivar (* 1836)
- 1908 – Antoine Henri Becquerel, francoski fizik, nobelovec 1903 (* 1852)
- 1925 – grof Franz Xaver Josef Conrad von Hötzendorf, avstrijski častnik (* 1852)
- 1936 – Lev Borisovič Kamenjev, ruski boljševik, politik (* 1883)
- 1956 – Alfred Charles Kinsey, ameriški entomolog, seksolog (* 1894)
- 1984 – Truman Garcia Capote, ameriški pisatelj (* 1924)
- 1985 – Samantha Reed Smith, ameriška socialna aktivistka (* 1972)
- 1995 – Borut Lesjak, slovenski skladatelj, pianist (* 1931)
- 2001 – Aaliyah, ameriška pevka (* 1979)
- 2012 – Neil Armstrong, ameriški astronavt (* 1930)